# Sōichirō Honda
Sōichirō Honda (jap. 本田 宗一郎 Honda Sōichirō; ur. 17 listopada 1906 w Hamamatsu, zm. 5 sierpnia 1991 w Tokio) – japoński inżynier, przemysłowiec i założyciel Hondy.

## Życiorys
Jego ojciec, Gihei, był kowalem, zaś jego matka, Mika – tkaczką. Rodzina nie była bogata, ale ojciec rodziny starał się przekazać swoim dzieciom etykę ciężkiej pracy i mechaniki. W dzieciństwie pomagał ojcu w naprawianiu rowerów. W wieku 15 lat bez wykształcenia, opuścił dom i wyjechał do Tokio w poszukiwaniu pracy.
W 1922 roku uzyskał praktyki w zakładzie naprawczym i w tym samym roku rozpoczął pracę w sklepie samochodowym Art Shokai w Tokio, gdzie po okresie terminowania pracował jako mechanik przez 6 lat. Podczas gdy pracował w Art Shokai szybko zrozumiał, że niechlujność wykonania i niska wydajność nie będzie tolerowana przez klientów. Ponadto miał świadomość własnych niedoskonałości menadżerskich. W 1928 roku rozpoczął własny biznes naprawy samochodów, zaś rok później opatentował własne metalowe szprychy. W 1937 roku jego przedsiębiorstwo, które nazwał Honda rozpoczęło produkcję pierścieni tłokowych do małych silników, i wtedy powrócił do myśli konstrukcji samochodów sportowych.
W 1948 roku rozpoczął produkcję motocykli jako prezes Honda Motor Company. W 1959 roku otworzył swój pierwszy sklep w Stanach Zjednoczonych, a w 1963 roku wprowadził na rynek pierwszy własny samochód Honda T360, który stał się wielkim sukcesem rynkowym. Prezesem własnego przedsiębiorstwa pozostał aż do przejścia na emeryturę w 1973 roku.
W zaawansowanym wieku wraz z żoną zdobył licencję pilota. Miał syna Hirotoshiego Hondę, który założył Mugen Motorsports, został tunerem samochodów Hondy i twórcą niektórych pojazdów wyścigowych, produkowanych pod marką Honda.
Zmarł 5 sierpnia 1991 w Tokio z powodu niewydolności wątroby.